# 水土野インターチェンジ
水土野インターチェンジ（みどのインターチェンジ）は、静岡県御殿場市水土野にある国道138号（須走道路・御殿場バイパス（西区間））のインターチェンジ (IC) である。

## 道路
本線
- 国道138号
  - 須走道路
  - 御殿場バイパス（西区間）

### 接続する道路
- 間接接続
  - 静岡県道418号須走御殿場線

## 歴史
- 2021年（令和3年）
  - 2月19日：名称が「水土野IC」に正式決定[1]。
  - 4月10日：須走口南IC - ぐみ沢IC間開通に伴い、供用開始[1]。

## 周辺
- 富士平原クラブ
- 日立金属富士和疆センター
- 山神社
- 加藤学園御殿場キャンパス
- キリンディスティラリー富士御殿場蒸溜所
- オカムラ御殿場工場

## 隣
国道138号（須走道路）
須走IC - 須走口南IC - 水土野IC
国道138号（御殿場バイパス（西区間））
水土野IC - 仁杉JCT - ぐみ沢IC